# Jean L’Evesque de la Cassière
Jean L’Evesque de la Cassière (ur. 1502, zm. 21 grudnia 1581 w Rzymie) – 51. wielki mistrz zakonu maltańskiego, z pochodzenia Francuz.
Funkcję wielkiego mistrza sprawował od 30 stycznia 1572. W 1580 kawalerowie uknuli przeciwko niemu spisek, w wyniku którego został złożony z urzędu, a mistrzem został Maurycy de l'Esco. Cassiere odwołał się do Rzymu. W tym czasie zmarł jego oponent i Grzegorz XIII utrzymał Cassiera na stanowisku.